# Communauté de communes Tarn et Dadou
Die Communauté de communes Tarn et Dadou war ein französischer Gemeindeverband mit der Rechtsform einer Communauté de communes im Département Tarn in der Region Okzitanien. Sie wurde am 30. November 1992 gegründet und umfasste 29 Gemeinden. Der Verwaltungssitz befand sich im Ort Técou. Der Gemeindeverband wurde nach den beiden Flüssen Tarn und Dadou benannt.
Am 1. Januar 2017 wurde der Gemeindeverband mit den Communautés de communes Vère-Grésigne – Pays Salvagnacois und Pays Rabastinois zur neuen Communauté d’agglomération Gaillac-Graulhet zusammengeschlossen.

## Mitgliedsgemeinden
1. Aussac
2. Bernac
3. Brens
4. Briatexte
5. Broze
6. Busque
7. Cadalen
8. Castanet
9. Cestayrols
10. Fayssac
11. Fénols
12. Florentin
13. Gaillac
14. Graulhet
15. Labastide-de-Lévis
16. Labessière-Candeil
17. Lagrave
18. Lasgraisses
19. Lisle-sur-Tarn
20. Missècle
21. Montans
22. Moulayrès
23. Parisot
24. Peyrole
25. Puybegon
26. Rivières
27. Saint-Gauzens
28. Senouillac
29. Técou